# Петар Врангел
Петар Николајевич Врангел (рус. Пётр Николаевич Врангель); Новоалександровск, 15. август 1878 — Брисел, 25. април 1928) је био барон, генерал, активни учесник и вођа Белог Југа у Руском грађанском рату после Октобарске револуције 1917. године.
Био је познат под надимком Црни барон, јер је најчешће носио црну козачку униформу. Сахрањен је у Београду, у руској цркви Свете Тројице на Ташмајдану, поред цркве Светог Марка.

## Младост и школовање
Рођен је 15. августа 1878. године у Новоалександровску у Ковенској губернији, (данас Зарасаи у Литванији) у племићкој породици немачког порекла. У даљем је сродству са чувеним руским морепловцем и поларним истраживачем, бароном Фердинандом Врангелом.
Завршио је техничку школу у Ростову (1896) и Рударски институт у Санкт Петербургу (1901). У елитни Гардијски коњички пук је ступио 1901. године, а 1902. је након завршене Николајевске коњичке школе постао резервни официр. Убрзо након тога је напустио војску и отишао на службу у Иркутск, где је обављао посебне послове за гувернера.

## Руско-јапански рат
На почетку Руско-јапанског рата, у јануару 1904, поново се пријавио у војску. Додељен је 2. пуку Трансбајкалског козачког корпуса. Истицао се у борби, па је децембра 1904. унапређен у чин поручника и одликован орденима Свете Ане и Светог Станислава. Након завршетка рата, прекомандован је у 55. фински драгонски пук, који је учествовао у казненој експедицији у балтичком региону, под командом генерала А. Н. Орлова. У Гардијски коњички пук се вратио 1907. Николајевску империјалну генералштабну академију је завршио 1910, а Коњичку официрску школу 1911.

## Први светски рат
На самом почетку Првог светског рата, Врангел је унапређен у чин коњичког капетана и дата му је команда над коњичким ескадроном. Дана 13. октобра 1914. постао је један од првих руских официра одликованих орденом Светог Ђорђа  степена, највишим руским војним одликовањем. Децембра 1914. је унапређен у чин пуковника. У октобру 1915, Врангел је прекомандован на Југоисточни фронт, где је постављен за команданта 1. Пука Трансбајкалских козака. Јединица је била веома активна против Аустријанаца и Врангел се посебно истакао током Брусиловљеве офанзиве. Унапређен је у чин генерал-мајора у јануару 1917. и преузео је команду над 2. Бригадом Усиријске коњичке дивизије, која је јула исте године спојена са другим коњичким јединицама, да би сачинила Консолидовани коњички корпус. Врангел је у лето 1917. одликован Крстом Светог Ђорђа  степена за одбрану линије на реци Збруч.

## Грађански рат
Након изласка Русије из Првог светског рата, Врангел је напустио војску и отишао у Јалту на Криму, где је живео у дачи, док га бољшевици нису ухапсили крајем 1917. Успева му да побегне у Кијев, где се на кратко прикључио армији новостворене државе Украјине под вођством Павла Скоропадског. Убрзо му је постало јасно да се ради о марионетској влади која постоји само захваљујући огромној немачкој помоћи.
Након напуштања украјинске владе, августа 1918. прикључио се белој Добровољачкој армији, са штабом у Јекатеринодару (данас Краснодар), где добија команду над Првом коњичком дивизијом и чин генерал-мајора. После Друге кубанске офанзиве крајем 1918, бива унапређен у генерал-потпуковника, а његова дивизија прераста у корпус. Као агресивни командант, постигао је велики број победа на северном Кавказу. Од јануара 1919. његова војска мења име у „Кавкаска добровољачка армија“. Веома брзо је стекао репутацију вештог вође и праведног администратора. Није толерисао безакоње или пљачку међу својим јединицама и уживао је велики углед међу народом.
Врангел се ускоро сукобио са командантом сектора Јужне Русије, генералом Антоном Дењикином, који је инсистирао на брзом маршу на Москву. Врангел је уместо тога захтевао да се прво изврши продор ка Царицину, (данас Волгоград) ради спајања са армијом адмирала Александра Колчака, који је и извршио 30. јуна 1919, након три неуспела покушаја козачког атамана Петра Краснова из 1918. У Царицин је стигао непосредно пре него што је Дењикин потписао „Московску директиву“ која је по Врангеловим речима: „представљала смртну пресуду јединицама Југа Русије“. Ипак, на инсистирање Дењикина, није му омогућено да споји своје јединице са јединицама адмирала Колчака, па је у новембру 1919. повео војску ка северу, уместо ка Москви. Наставак неслагања са Дењикином је довео до тога да Врангелу буде одузета команда, након чега је 8. фебруара 1920. отишао у изгнанство у Истанбул.
Када је 20. марта 1920, Дењикин био принуђен да напусти место главнокомандујућег, војни комитет који је предводио генерал Абрам Драгомиров у Севастопољу, замолио је Врангела да се врати у земљу и преузме дужност врховног команданта Беле војске на Криму. Врангел је прихватио позив и преузео дужност 4. априла 1920. Сместа је формирао коалициону владу која је покушала да спроведе радикалне реформе, укључујући и аграрну реформу. Признао је новостворене не-бољшевичке републике, међу којима су биле Украјинска НР и Грузија и успоставио је односе са њима. Ипак, у овој фази Руског грађанског рата, било је прекасно за овакве мере, јер је Бели покрет убрзано губио подршку како у земљи, тако и у иностранству.

## Бела армија - Црни барон
Бољшевички пропагандиста Павел Григорјевич Горинштајн (рус. Павел Григорьевич Горинштейн) је искористио Врангелов надимак у маршу „Црвена армија је јача од свих“ (рус. Красная Армия всех сильней), познатом још и под именом „Бела армија, Црни барон“ (рус. Белая армия, черный барон).
| „ | Бела армија, Црни барон, Опет нам спремају царски трон, Али од тајги до мора британских, Црвена армија је јача од свих. (рус. -{Белая армия, чёрный барон Снова готовят нам царский трон, Но от тайги до британских морей Красная Армия всех сильней.}-) | ” |

## Пораз и одлазак у егзил
Након низа пораза у којима је изгубио половину својих јединица, и великих изгледа за нове поразе у Северној Таврији и на Криму, Врангел је организовао масовну евакуацију са обала Црног мора. Дао је сваком официру, војнику и цивилу могућност да бира: да се евакуише с њим и упусти у непознато, или да остане у Русији и да се суочи са бесом Црвене армије. Врангел је напустио Русију 14. новембра 1920. бродом „Генерал Корнилов“, последњим транспортом са војницима и цивилима који је испловио са Крима.
У почетку је живео у Истанбулу на својој јахти „Лукул“, све док на њу није налетео и потопио је италијански пароброд „Адриа“, који је претходно испловио из совјетске луке Батум. Врангел се у то време затекао на копну, а овај инцидент се сматра неуспелим покушајем атентата.
Након овог догађаја, Врангел је 1922. са својим штабом отпутовао преко Туниса у Краљевину Срба, Хрвата и Словенаца, штаб је почетком године стигао у Сремске Карловце а Врангел му се придружио првих дана марта. Ту је постао вођа свих руских избеглица, јер је несумњиво био најугледнији од свих Белих емиграната у изгнанству. У транспорту су била и четири сандука драгоцености из Петроградског заложног завода. Године 1924, основао је Руски опште-војни савез (рус. Русский общевоинский союз), организацију која се борила за очување јединства свих Белих снага у изгнанству. Од септембра 1927. се настанио у Бриселу у Белгији. Врангелови мемоари су објављени у часопису „Бело дело“ рус. Белое дело, и као књига у Берлину 1928.

## Смрт
После изненадне и кратке болести, умро је 25. априла 1928. године у Бриселу. Врангелова породица је изразила уверење да га је отровао брат његовог слуге, који је кратко време живео у његовој кући, и за кога се сумњало да је био совјетски агент. Првобитно је био сахрањен у Бриселу, али је у складу са својим последњим жељама 6. октобра 1929. пренет у Србију и поново сахрањен у Београду, у руској цркви Свете Тројице на Ташмајдану, поред цркве светог Марка.
Генералу барону Петру Врангелу је 14. септембра 2007. откривен споменик у Сремским Карловцима. Споменик је дело санктпетербуршког вајара Василија Аземше, а финансирао га је руски милијардер Александар Лебедев (рус. Александр Евгеньевич Лебедев). Откривању споменика су присуствовали и званични представници Руске Федерације.

## Одликовања
- Орден Св. Ане  реда, 1904
- Орден Св. Станислава III реда са мачевима и лентом, 1906.
- Орден Св. Ане  реда, 1906
- Орден Св. Станислава II реда, 1912
- Орден Св. Ђорђа  реда, 1914
- Орден Св. Владимира  реда са мачевима и лентом, 1914
- Златни мач Св. Ђорђа „за храброст“, 1915
- Орден Св. Владимира  реда са мачевима, 1915
- Крст Св. Ђорђа  реда, 1917
- Орден Св. Николе чудотворца II реда